# Saxifraga flagellaris
Saxifraga flagellaris är en stenbräckeväxtart som beskrevs av Carl Ludwig von Willdenow och Kaspar Maria von Sternberg. Saxifraga flagellaris ingår i Bräckesläktet som ingår i familjen stenbräckeväxter.

## Underarter
Arten delas in i följande underarter:
- S. f. crandallii
- S. f. flagellaris
- S. f. setigera

## Bildgalleri

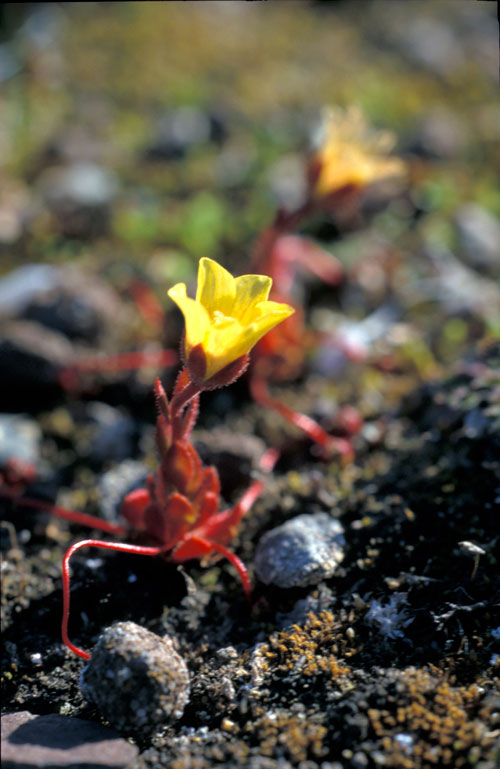
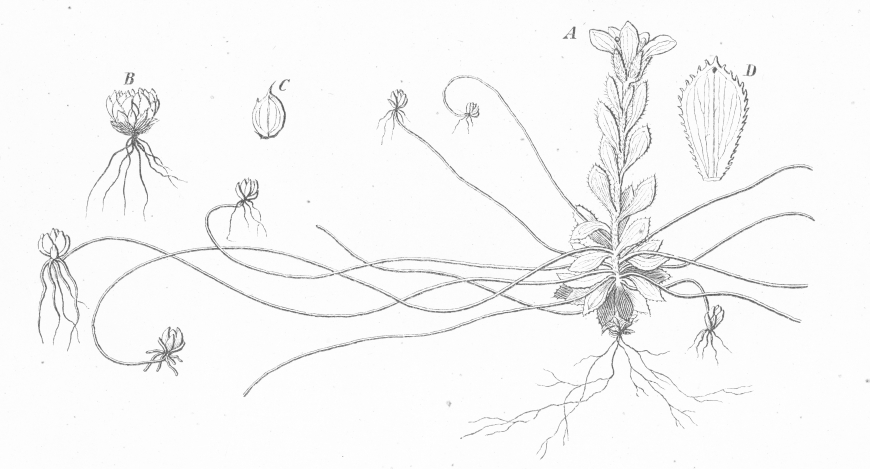